# Rebeka Masarova
Rebeka Masarova (eslovac: Rebeka Masárová)  (Basilea, 6 d'agost de 1999) és una tennista professional espanyola.
L'any 2016 va guanyar el Roland Garros en categoria júnior.

## Biografia
Nascuda a Basilea, Suïssa, filla de Mariví i Peter, té quatre germans: Virginia, Veronika, David i Mojzis. Es va criar entre Barcelona i Basilea, i té passaport suís (per naixement), eslovac (per la nacionalitat del pare) i espanyol (per la nacionalitat de la mare). Parla sis idiomes: alemany, francès, eslovac, anglès, castellà i català.
Va començar a jugar a tennis amb cinc anys i la seva mare es va encarregar de la seva formació. Explica que va decidir jugar a tennis quan va veure Roger Federer (nascut també a Basilea) jugar la seva primera final de Wimbledon, l'any 2003. Va competir pel seu país de naixement fins al 2017, quan va canviar pel passaport espanyol.

## Carrera esportiva
Va debutar a la WTA al Torneig WTA de Gstaad del 2016, gràcies a una wildcard. Allí es va enfrontar a l'ex número 1 del món i cap de sèrie número 2 del torneig, Jelena Janković. La va derrotar en tres sets, de manera que va guanyar el primer partit a la WTA. En aquest torneig va arribar a semifinals, on va perdre amb la seva compatriota (i posteriorment campiona) Viktorija Golubic, en dos sets.
El 2017 també va assolir el seu primer títol professional, a Dijon (dotat amb 15.000 dòlars en premis). El seu millor rànquing fins al 2018 va ser el 284, aconseguit al juliol de 2017
El gener del 2018 va patir una lesió al genoll que la va obligar a operar-se. Després d'una llarga fase de recuperació, va tornar al circuit al setembre, i va aconseguir el seu primer títol professional ITF.
Ja el 2019, Masarova va començar la temporada aconseguint sumar títols (tant individuals com en dobles) als W15 de Manacor. Al juny, va sumar el seu millor títol fins a la data, a Torun, Polònia: un W60 de dobles al costat de l'eslovaca Rebecca Šramková.

## Palmarès

### Individual: 1 (0−1)
| Llegenda         |
| ---------------- |
| Grand Slam (0−0) |
| WTA Finals (0−0) |
| WTA 1000 (0−0)   |
| WTA 500 (0−0)    |
| WTA 250 (0−1)    |

| Títols per superfície |
| --------------------- |
| Dura (0−1)            |
| Gespa (0−0)           |
| Terra batuda (0−0)    |

| Resultat  | Núm. | Data               | Torneig                | Superfície | Oponent    | Marcador |
| --------- | ---- | ------------------ | ---------------------- | ---------- | ---------- | -------- |
| Finalista | 1.   | 8 de gener de 2023 | Auckland, Nova Zelanda | Dura       | Coco Gauff | 1−6, 1−6 |